# اینکا فریدریش
اینکا فریدریش (آلمانی: Inka Friedrich؛ زادهٔ ۱ نوامبر ۱۹۶۵) بازیگر اهل آلمان است.
از فیلم‌ها یا برنامه‌های تلویزیونی که وی در آن نقش داشته‌است می‌توان به مرکز دنیای من و تابستان در برلین اشاره کرد.